# Mataraca
Mataraca is een gemeente in de Braziliaanse deelstaat Paraíba. De gemeente telt 7.299 inwoners (schatting 2009).